# XD-Picture Card
La xD-Picture Card  és un format propietari de targeta de memòria de Fujifilm i Olympus que les utilitzen per a les seves càmeres de fotos digitals. Actualment se les pot trobar en 8 diferents models: 16MB, 32MB, 64MB, 128MB, 256MB, 512MB, 1GB i 2GB.

## Compatibilitat
En ser una targeta propietària només funciona amb càmeres Olympus i Fujifilm, però pot ser utilitzada per altres dispositius utilitzant adaptadors proveïts pel fabricant, els quals possibiliten el seu ús com a disc USB o que pugui ser connectat a un ordinador portàtil mitjançant un adaptador de targeta PCMCIA.